# Gran Premio di Monza 1948
Il Gran Premio di Monza 1948 fu una gara automobilistica per vetture di Formula 1 disputata il 17 ottobre 1948 sul Circuito di Monza. Il costruttore italiano Alfa Romeo ha dominato l'evento, con l'ultima evoluzione della Alfa Romeo 158 che ha conquistato i primi tre posti e Jean-Pierre Wimille che ha vinto dalla pole position. Carlo Felice Trossi e Consalvo Sanesi hanno completato il podio, e Sanesi ha fatto segnare il giro più veloce.

## Gara

### Risultati
| Pos | No | Pilota                  | Team                | Vettura            | Tempo/ritiro             | Griglia |
| --- | -- | ----------------------- | ------------------- | ------------------ | ------------------------ | ------- |
| 1   | 32 | Jean-Pierre Wimille     | Alfa Corse          | Alfa Romeo 158/47  | 2h 50m 44.4 s            | 1       |
| 2   | 18 | Carlo Felice Trossi     | Alfa Corse          | Alfa Romeo 158/47  | +42.6s                   | 3       |
| 3   | 36 | Consalvo Sanesi         | Alfa Corse          | Alfa Romeo 158/47  | +1'40"0                  | 4       |
| 4   | 6  | Piero Taruffi           | Alfa Corse          | Alfa Romeo 158/47  | +2 giri                  | 2       |
| 5   | 16 | Alberto Ascari          | Scuderia Ambrosiana | Maserati 4CL       | +5 giri                  | 8       |
| 6   | 4  | Eugène Chaboud          | Ecurie France       | Talbot-Lago T26C   | +8 giri                  | 10      |
| 7   | 60 | Clemar Bucci            | Scuderia Milano     | Maserati 4CL       | +11 giri                 | 9       |
| 8   | 56 | Cuth Harrison           | Cuth Harrison       | ERA B-Type         | +13 giri                 | 15      |
| 9   | 26 | Fred Ashmore            | Fred Ashmore        | Maserati 4CL       | +13 giri                 | 17      |
| 10  | 40 | Nello Pagani            | Scuderia Milano     | Maserati 4CL       | +17 giri                 | 18      |
| Rit | 48 | Gianfranco Comotti      | Gianfranco Comotti  | Talbot-Lago T26C   | 65 giri                  | 20      |
| Rit | 12 | Giuseppe Farina         | Scuderia Ferrari    | Ferrari 125        | 53 giri, trasmissione    | 6       |
| Rit | 46 | Luigi Villoresi         | Scuderia Ambrosiana | Maserati 4CL       | 48 giri, trasmissione    | 7       |
| Rit | 10 | Louis Chiron            | Ecurie France       | Talbot-Lago T26C   | 46 giri                  | 13      |
| Rit | 30 | Pierre Levegh           | Pierre Levegh       | Talbot-Lago T26C   | 35 giri                  | 12      |
| Rit | 22 | Emmanuel de Graffenried | Enrico Plate        | Maserati 4CL       | 20 giri                  | 19      |
| Rit | 52 | Yves Giraud-Cabantous   | Ecurie France       | Talbot-Lago T26C   | 17 giri                  | 14      |
| Rit | 58 | Reg Parnell             | Reg Parnell         | Maserati 4CLT/48   | 17 giri, motore          | 16      |
| Rit | 34 | Leslie Brooke           | Leslie Brooke       | Maserati 4CL       | 16 giri, motore          | 11      |
| Rit | 14 | Raymond Sommer          | Scuderia Ferrari    | Ferrari 125        | 7 giri, malessere pilota | 5       |
| DNQ | 8  | Clemente Biondetti      | Clemente Biondetti  | Talbot-Darracq 700 |                          |         |
| DNQ | 20 | Dorino Serafini         | Scuderia Milano     | Maserati 4CL       |                          |         |
| DNQ | 50 | Carlo Minozzi           | Carlo Minozzi       | Maserati 4CL       |                          |         |
| DNQ | 54 | Fulvio Tenaglia         | Fulvio Tenaglia     | Maserati 4CL       |                          |         |